# Миодраг Богић
Миодраг Богић (Пожаревац, 10. јун 1940 — Београд, 29. јун 2020), био је српски филмски, телевизијски и радио редитељ, сценариста, продуцент и директор „Магма филма” из Београда.

## Биографија
Студирао је на Факултету драмских уметности у Београду, специјализовао се у Експерименталном студију „Дунав филма”. Био је редитељ Телевизије Београд.
Режирао је преко две стотине телевизијских и радио програма, документарних филмова и ТВ серија. Добитник је великог броја домаћих и међународних награда.
Основао је продукцијску кућу „Магма филм” 1990. године која се бави производњом економско-пропагандних ТВ спотова, музичких спотова, видео касета, информативно-пропагандних филмова, организовањем и осмишљавањем рекламних кампања, те производњом играних филмова.
Својевремени је председник Удружења за књижевност и уметност Југославија-Канада. Члан је Удружења филмских уметника Србије у Секцији документарног филма, Удружења драмских писаца Србије и УФУС АСА Заштита.
Живео је и радио у Београду.